# Jelcz PR110E
Jelcz PR110E – trolejbus produkowany przez polskie przedsiębiorstwa Jelcz z Jelcza-Laskowic oraz KPNA (wówczas w Słupsku) w latach 1980–1992. Konstrukcyjnie oparty został na bazie autobusu Jelcz PR110. Zbudowano łącznie 153 sztuk trolejbusów tego typu. Następcą tej serii był Jelcz 120MT, który opierał się na konstrukcji autobusu miejskiego Jelcz 120M. Jego odmianą był tyrystorowy Jelcz PR110T.

## Historia

### Geneza
Na początku lat 70. XX wieku władze Polskiej Rzeczypospolitej Ludowej podjęły decyzję o modernizacji taboru komunikacji miejskiej. W tym celu w latach 1970–1972 na warszawskich ulicach testy przeszły autobusy: węgierski Ikarus 242, zachodnioniemiecki Magirus-Deutz M170-S11H, francuski Berliet PR100, włoski FIAT 420A, brytyjsko-duński Leyland Lidrt 12/4 Worldmaster, hiszpański Pegaso 5023, japoński Hino RC620 i czechosłowacka Karosa SM11. Zwycięzcą został Berliet PR100. Od początku model ten był uważany za przejściowy, gdyż ze względu na większe potrzeby przewozowe planowano go wydłużyć poprzez dodanie jeszcze jednej pary drzwi. Nowy Jelcz PR110 był autobusem 12-metrowym wyposażonym w trzy pary drzwi. Pojazdy te były wykonywane w części z elementów sprowadzanych z Francji.
W latach 70. zarządy polskich miast zaczęły likwidować sieci trolejbusowe. W 1975 pozostały tylko sieci gdyńska (wraz z Sopotem) i lubelska. Mimo tego trendu, w Gdyni komunikacja trolejbusowa rozwijała się. W 1976 prowadzono prace nad skonstruowaniem polskiego trolejbusu, powstał prototyp będący połączeniem nadwozia i podwozia Jelcza PR110U z instalacją elektryczną czechosłowackiej Škody 9Tr. Pojazd testowano przez półtora roku w Gdyni, lecz początkowo nie wdrożono go do produkcji seryjnej. W 1977 powstał w Warszawie prototyp zbudowany na podstawie Jelcza PR100. Tabor do polskich sieci trolejbusowych był kupowany w Czechosłowacji (Škoda) i w ZSRR (ZiU).

### Przebudowa seryjna
Do koncepcji przebudowy Jelcza PR110U na trolejbus powrócono w 1979 z inicjatywy WPK Gdańsk-Gdynia. Wyposażenie elektryczne zaadaptowano przy tym z trolejbusu Škoda 9Tr.
Seryjną przebudowę rozpoczęto w 1980. W pierwszej serii powstało 20 egzemplarzy tego trolejbusu, testowanych następnie w ruchu na ulicach Gdyni i Lublina. Po testach dokonano wielu poprawek, jednakże postanowiono nie uruchamiać produkcji seryjnej. Budowa trolejbusów zbiegła się w czasie z kłopotami organizacyjnymi WSK Mielec, które produkowały silniki spalinowe do autobusów Jelcz.
W latach 80. powstały nowe sieci trolejbusowe w Tychach (1982), w Warszawie (1983) i w Słupsku (1985). Spowodowało to zwiększenie zapotrzebowania na tabor trolejbusowy. Nadal nie przekonało to władz przedsiębiorstwa do uruchomienia produkcji seryjnej, mimo tego, że przy szacunkowym zapotrzebowaniu ok. 50 pojazdów rocznie ich produkcja byłaby opłacalna.
Jelcz jednak nie zamknął całkowicie projektu i w ofercie znalazły się nadwozia autobusów bez układu napędowego, które były przygotowane do założenia aparatury elektrycznej. Dzięki temu, w latach 1986–1992 powstała druga seria trolejbusów Jelcz PR110E, używając jednak instalacji wyprodukowanej w gdańskim przedsiębiorstwie Elmor, tożsamej z aparaturą używaną w radzieckich trolejbusach, eksploatowanych również w Polsce. Trolejbusy były przerabiane w słupskim Komunalnym Przedsiębiorstwie Napraw Autobusów (KPNA). W 1988 unowocześniono projekt dodając rozruch impulsowy skonstruowany w warszawskim Instytucie Elektroniki.
Model został w 1992 zastąpiony przez Jelcz 120MT, zbudowany na bazie autobusu Jelcz 120M. Pojazd ten jest jednak de facto zmodernizowaną konstrukcją Jelcza PR110. Koniec produkcji zbiegł się w czasie z końcem prymu transportu trolejbusowego.

## Konstrukcja

### Układy autobusu
Nadwozie, podwozie oraz część mechaniczna poza napędem pochodzi z autobusu Jelcz PR110. Jedynym przebudowanym elementem było wzmocnienie dachu w miejscu montażu odbieraków.

### Układy przebudowane
Podczas przebudowy autobusu na trolejbus przerobiono napęd na elektryczny. W tym celu nastąpiła zamiana leżącego silnika wysokoprężnego SW 680 na silnik elektryczny, umieszczono go za tylną osią. W komorze silnika zamontowano styczniki uruchamiające silnik. W środkowej części dachu zamontowano tyczkowe odbieraki prądu, typowe dla trolejbusów. Instalacja elektryczna zastosowana w tym projekcie była później wykorzystywana w następnych projektach przebudowy autobusów na trolejbusy w KPNA oraz w gdyńskim Trobusie.

### Modernizacje w trakcie eksploatacji
Podczas eksploatacji pojazdy modernizowano. Najczęściej modernizowano pudła w sposób analogiczny do autobusów Jelcz PR110 i Jelcz M11. 7 kwietnia 2006 po raz pierwszy w Polsce zastosowano do napędu trolejbusu, stosowany wcześniej w tramwajach, silnik asynchroniczny. Rozwiązanie to zastosowano w lubelskim trolejbusie Jelcz PR110E o numerze taborowym 3830.

## Eksploatacja
Jelcze PR100E trafiły do wszystkich polskich miast, które posiadały wówczas sieć trolejbusową. Od lat 90. do połowy pierwszej dekady XXI wieku stanowiły trzon taboru komunikacji trolejbusowej. W 2011 PKT Gdynia zakończyła eksploatację ostatniego pojazdu tego typu na sieci gdyńsko-sopockiej. W Lublinie i Tychach planowano wycofać trolejbusy tego typu w drugiej dekadzie XXI wieku. W latach 2012–2015 do Łucka dostarczono 15 trolejbusów wycofanych w Lublinie. Oprócz tego, w 2014 r. lubelskie trolejbusy Jelcz PR110E rozpoczęły kursowanie w Równem.

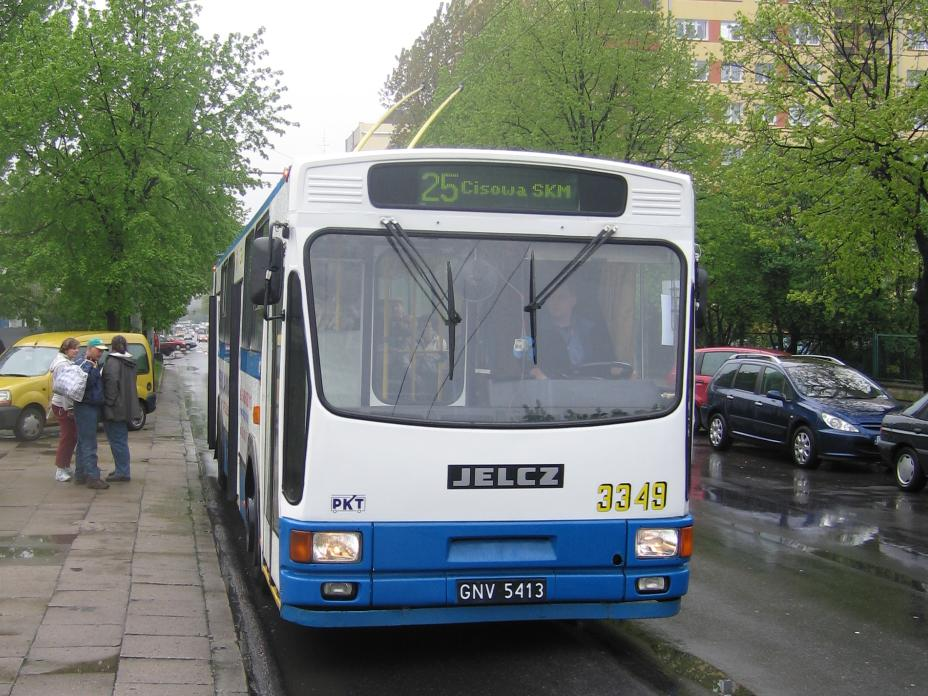
Zmodernizowany Jelcz PR110E w barwach ZKM Gdynia
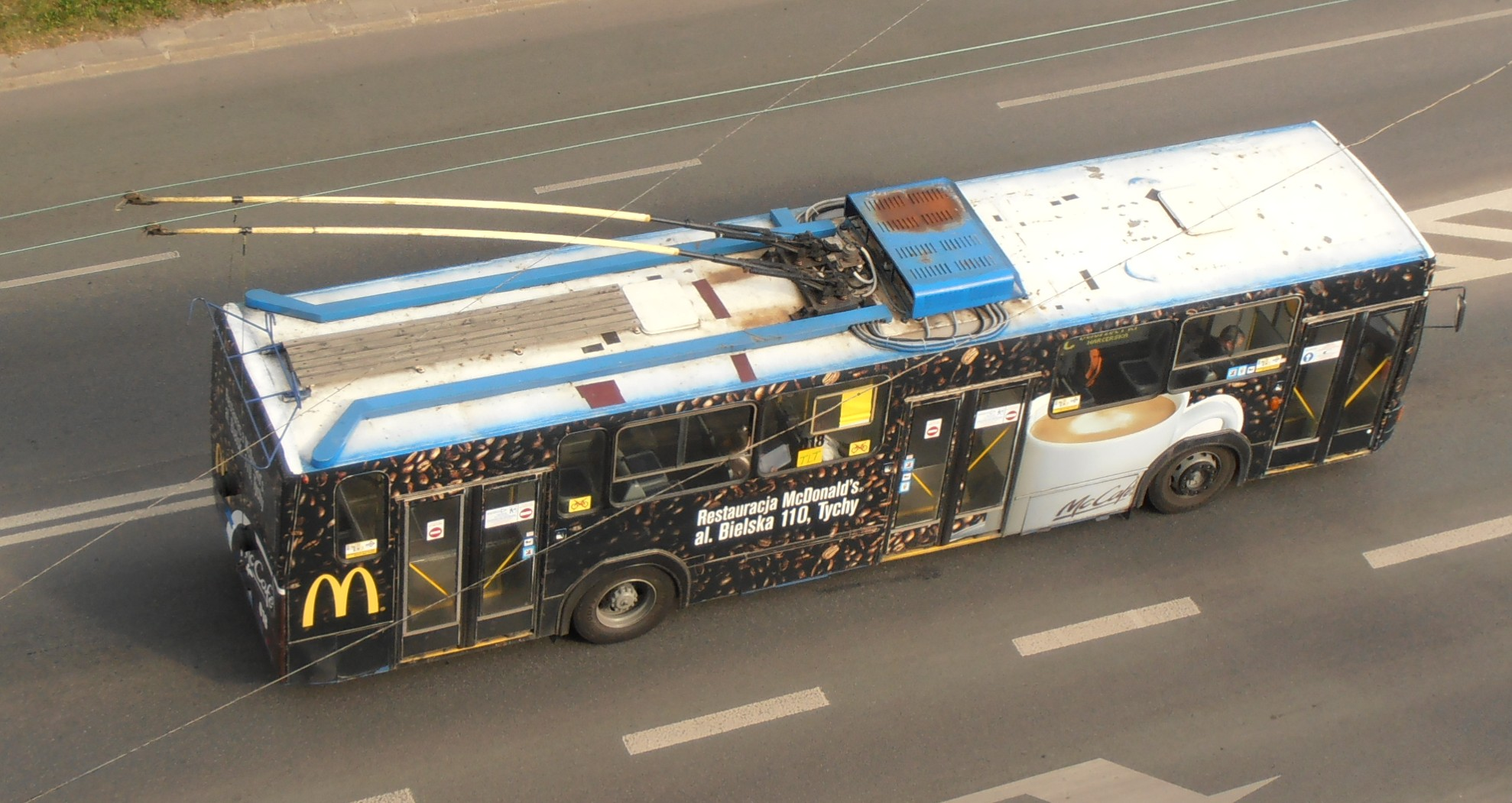
Jelcz PR110E w Tychach
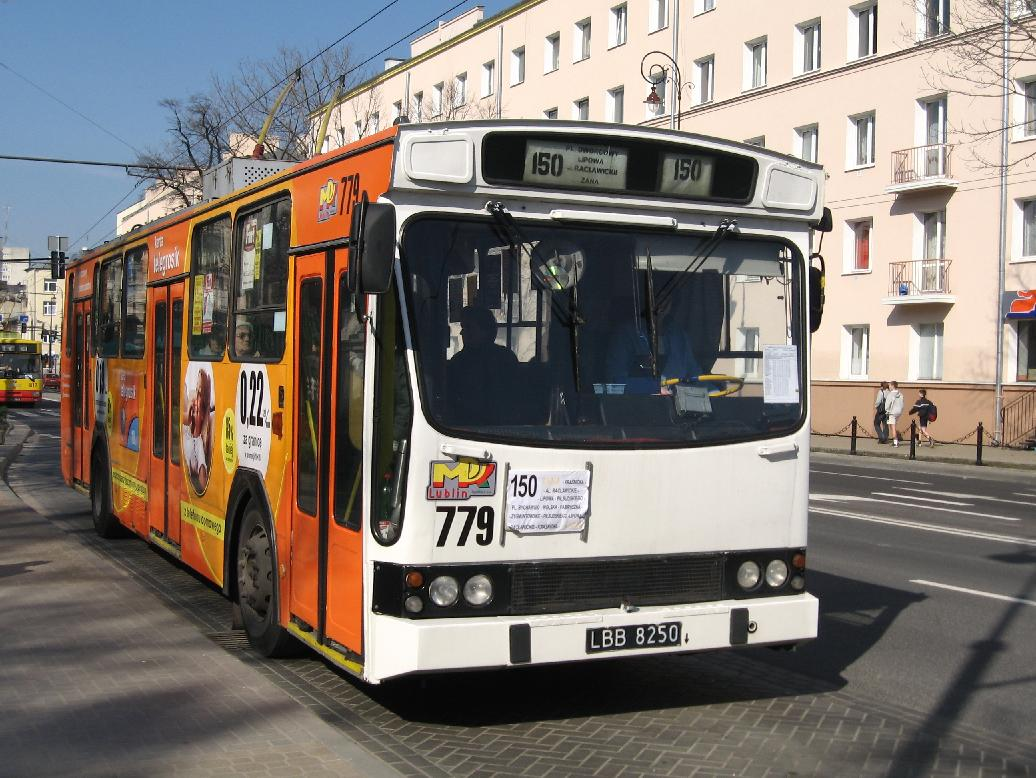
Jelcz PR110E należący do MPK Lublin
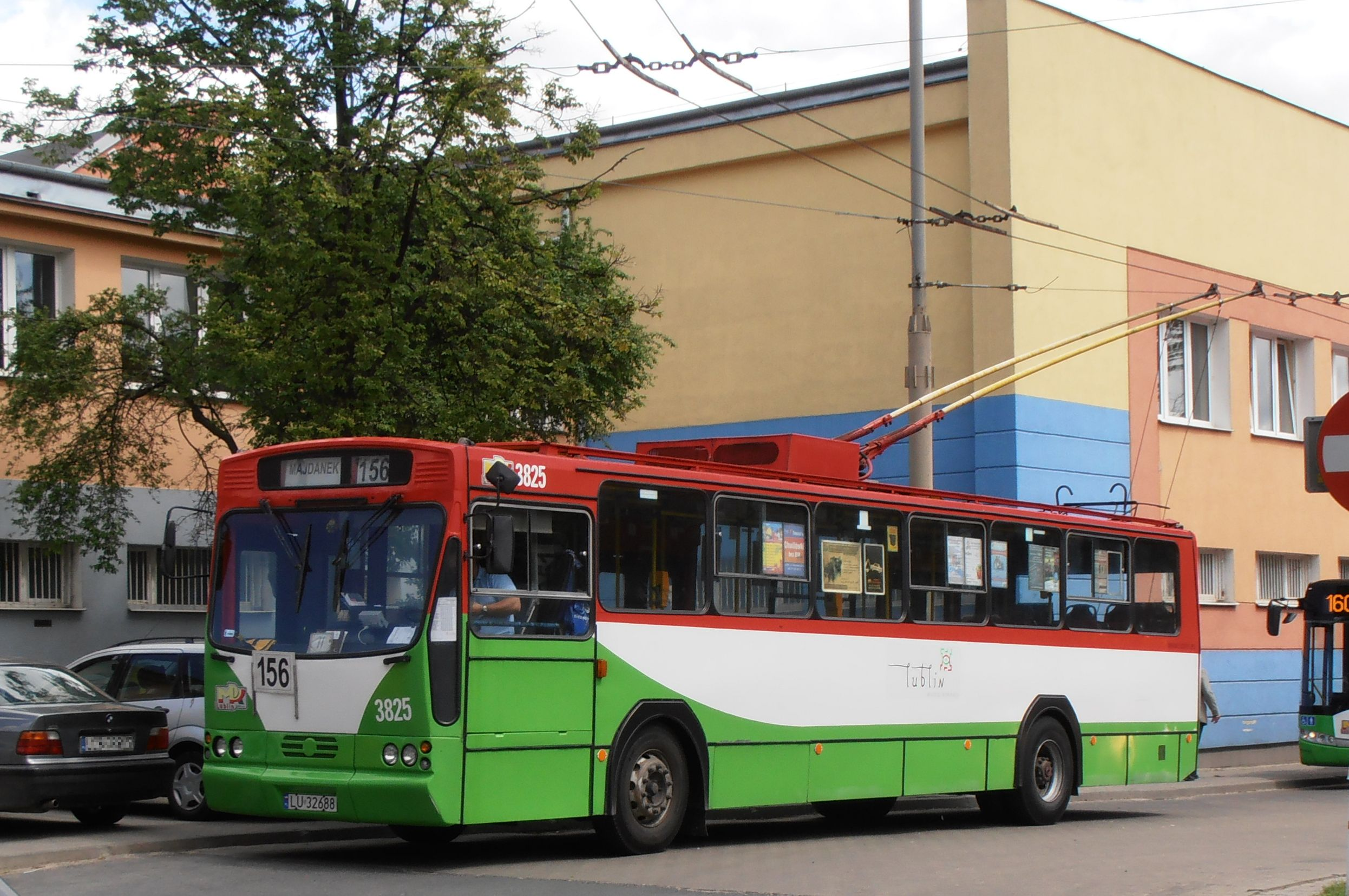
Zmodernizowany Jelcz PR110E w barwach MPK Lublin